# Ludolph van Ceulen
Ludolph van Ceulen (Hildesheim, 28 de janeiro de 1540 — Leida, 31 de dezembro de 1610) foi um matemático alemão radicado nos Países Baixos.
Ludolph van Ceulen empreendeu mais de trinta anos da sua vida aperfeiçoando o método de cálculo do número irracional Pi ({\displaystyle {\pi }}). O maior cálculo de casas decimais até o século XV foi 3,1415926535897932 feito pelo matemático árabe Jamshid Masud Al-Kashi, com 16 casas decimais. Ludolph van Ceulen, no final do século XVI, calculou em 1596 um valor de {\displaystyle {\pi }} com 35 casas decimais, começando com um polígono de 15 lados, dobrando o número de lados 37 vezes, e, logo em seguida, aumentando o número de lados. O resultado foi o número 3,14159265358979323846264338327950288.
Sua mulher mandou gravar em seu túmulo o valor de {\displaystyle {\pi }} com essas 35 casas decimais.

## Biografia
Ludolph van Ceulen nasceu em Hildesheim, em 1540. Sua mãe era Hester de Roode e seu pai Johannes van Ceulen, um mercante de "condições modestas". De acordo com Mersius, Ludolph veio de "uma família grande", mais detalhes, no entanto, nos são desconhecidos. Devido a isso, muito provavelmente a educação de Ceulen se limitou ao fundamental, e é improvável que ele tenha frequentado qualquer tipo de faculdade nesse período. Seu trabalho matemático, além de dificultado pela falta de educação formal, foi ainda limitado pelo seu desconhecimento em latim e grego, línguas em que a maioria dos trabalhos e tratados científicos eram escritos. O avanço de seu conhecimento teve de se assegurar em traduções feitas por seus amigos e patronos, principalmente no que se refere aos trabalhos de Arquimedes, influência seminal na sua calculação do {\displaystyle \pi }.

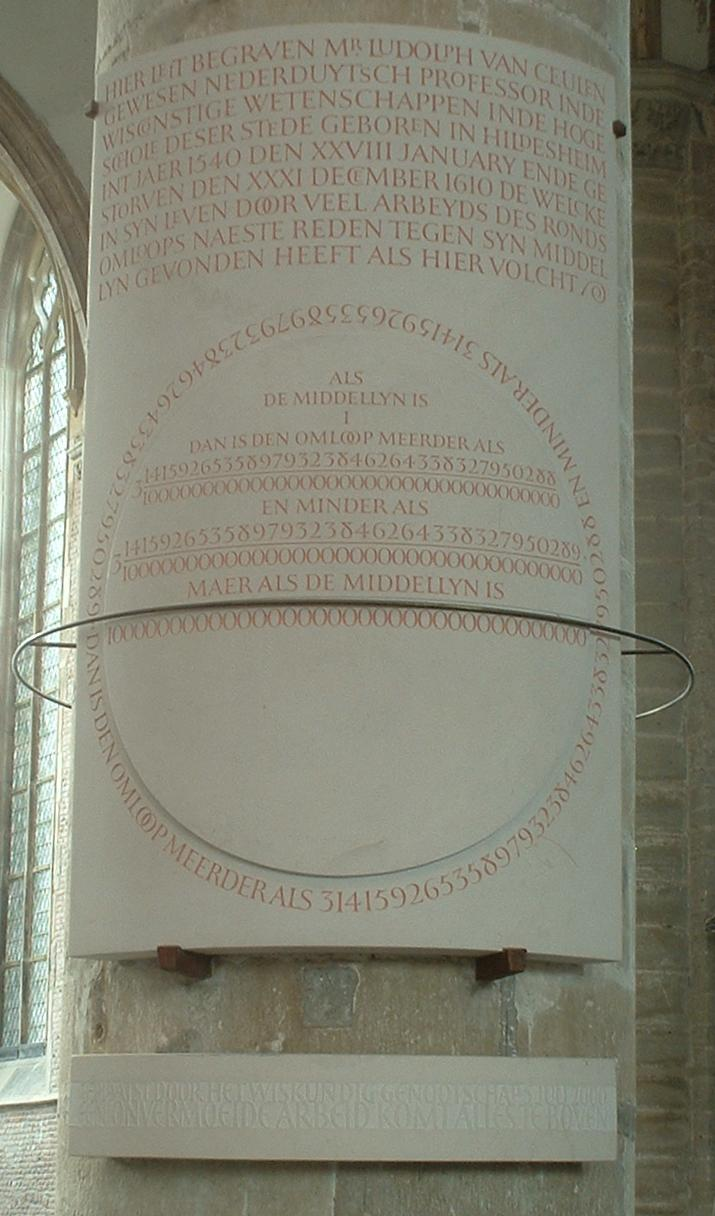
Monumento para Ludolf van Ceulen na Pieterskerk; é uma cópia de sua sepultura, que perdeu-se ca. 1800. O texto expressa o valor de π com 35 decimais.

Após a morte de seu pai, Ludolph viajou pela Europa até se assentar em Antwerp, com seu irmão Gert. Ali, foi tutorado em matemática por Iohan Pouwelsz.
É provável que Ludolph tenha se mudado para Delft numa tentativa de fugir da invasão espanhola nos Países Baixos, em 1567, já que Antwerp era um influente centro protestante na época.

Em Delft, van Ceulen ensinou tanto matemática como esgrima, possuindo sua própria escola localizada no Monastério de Santa Ágata. Durante esse tempo, Ludolph esteve envolvido em duas disputas matemáticas. A primeira, com William Goudaan, quando Ceulen propôs uma solução ao seu teorema, que o último se negou a aceitar. A outra, com Simon van der Eycke, quando refutou sua incorreta quadratura do círculo.

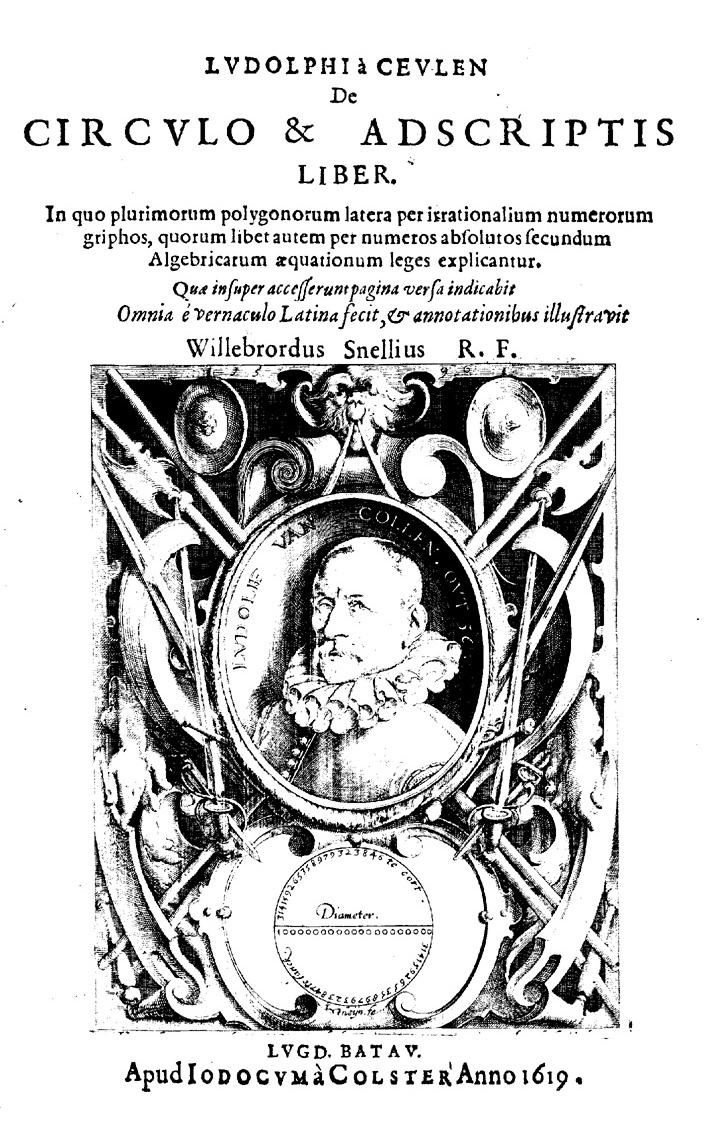
De circulo & adscriptis liber (1619)

Mudou-se, em 1594, para Leiden, com sua família. Ali também ensinou esgrima e matemática. Sua escola de esgrima era a única permitida pelo governo local, localizada em Faliedenbegijnkerk (apesar de seu desejo de que fosse construída no Hospital Catarina), e ele empreendeu grandes esforços para que continuasse assim. Foi nesse período que ele escreveu seu livro mais famoso, Vander Cirkel, que publicou em 1596, que calculava Pi até a trigésima casa decimal, utilizando o método de Arquimedes: para isso, dividiu um polígono em 2^66 lados. A soma total superava 30 bilhões. Essa exatidão cumpria nenhum propósito prático, e foi guiada por uma curiosidade pessoal pelo número.
Em Leiden, no ano de 1598, Ceulen participou de diversos comitês envolvendo taxas e patentes marítimas. Foi nesse ano, também, que Ludolph abriu a primeira escola de engenharia da cidade, localizada no mesmo prédio em que ele ensinava esgrima. Sobreviveu seus últimos dez anos do ensino de aritmética. Seu pupilo mais famoso foi Willebrod Snel, que publicou e traduziu seus trabalhos ao latim. Ceulen morreu em 1610. A maioria de seus trabalhos foram publicados postumamente por sua segunda esposa ou por amigos, como era o caso de Snel.
Ludolph se casou duas vezes: com Marick Jansen, com quem teve cinco filhos. Jansen morreu em 1578, e Ceulen casou no mesmo ano com Adriana Simondochter, com quem teve cinco filhos.

## Calculandoπ
Ludolph van Ceulen passou a maior parte de sua vida calculando o valor numérico da constante matemática π, usando essencialmente os mesmos métodos empregados por Arquimedes cerca de mil e setecentos anos antes.  Ele publicou um valor decimal de 20 em seu livro de 1596 Van den Circkel ("Sobre o Círculo"), que foi publicado antes de ele se mudar para Leiden, e mais tarde ele expandiu isso para 35 casas decimais.
Os 20 dígitos de Van Ceulen são precisão mais do que suficiente para qualquer propósito prático concebível. Mesmo que um círculo fosse perfeito até a escala atômica, as vibrações térmicas das moléculas de tinta tornariam a maioria desses dígitos fisicamente sem sentido. Tentativas futuras de calcular π com precisão cada vez maior foram impulsionadas principalmente pela curiosidade sobre o próprio número.

## Legado
Após sua morte, o "número Ludolfer",
3.14159265358979323846264338327950288...,
foi gravado em sua lápide em Leiden. A lápide acabou sendo perdida, mas posteriormente restaurada em 2000.
Seu livro "De circulo & adscriptis liber" foi traduzido para o latim após sua morte por Snellius.
Na Alemanha, π ainda é às vezes referido como o "número Ludolfer".

## Publicações
- Ludolph van Colen: Proefsteen Ende Claerder wederleggingh dat het claarder bewijs: (so dat ghenaempt is) op de gheroemde ervindingh vande quadrature des Cirkels een onrecht te kennen gheuen / ende gheen waerachtich bewijs is ;Kort claar bewijs dat die nieuwe ghevonden proportie eens cirkels iegens zyn diameter te groot is ende ouer zuler de quadratura circuli des zeluen vinders onrecht is; Amsterdã, 1586
- Ludolf van Ceulen: Van den circkel. Daer in gheleert werdt te vinden de naeste proportie des circkels-diameter tegen synen omloop, daer door alle circkels (met alle figueren, ofte landen met cromme linien besloten) recht ghemetem kunnen werden. ... Noch de tafelen sinum, tangentium, ende secantium ... Ten laetsten van Interest, met alderhande tafelen daer toe dienende, met het ghebruyck, door veel constighe exempelen gheleerdt,...; Tot Delf: impresso por Ian Andriesz Boeckvercooper woonende aen't Maret-Veldt in't Gulden ABC, 1596 (Online)
- Ludolf van Ceulen: De arithmetische en geometrische fondamenten. Met het ghebruyck van dien in veele verscheydene constighe questien, soo geometrice door linien, als arithmetice door irrationale ghetallen, oock door den regel coss, ende de tafelen finuum ghesolveert; Leyden, Ioost van Colster, Iacob Marcus, 1615
- Ludolf van Ceulen: Fundamenta arithmetica et geometrica cum eorumdem usu in variis problematis geometricis, partim solo linearum ductu, partim per numeros irrationales et tabulas sinuum et algebram solutis, 1617
- Ludolf van Ceulen: Ludolphi a Ceulen de Circulo et adscriptis liber, in quo plurimorum polygonorum latera per irrationalium numerorum griphos, quorumlibet autem per numeros absolutos secundum algebricarum aequationum leges explicantur..., Omnia e vernaculo latina fecit et annotationibus illustravit Willebrordus Snellius, 1619[20]